# San Morales
San Morales es un municipio y localidad española de la provincia de Salamanca, en la comunidad autónoma de Castilla y León. Se integra dentro de la comarca de Las Villas. Pertenece al partido judicial de Salamanca y a la Mancomunidad Zona de Cantalapiedra y Las Villas.
Su término municipal está formado por las localidades de Aceña de la Fuente y San Morales, ocupa una superficie total de 4,92 km² y según los datos demográficos recogidos en el padrón municipal elaborado por el INE en el año 2017, cuenta con una población de 332 habitantes.

## Topónimo
Tiene su origen en una interpretación popular de un primitivo Salmorales 'campos con suelo salino'. Esto fue demostrado, en un artículo bien conocido, por Manuel García Blanco. En la toponimia salmantina se repite el tipo salmoral (así, por ejemplo, en el pueblo de Salmoral), que ha sido documentadamente interpretado como ‘área de suelos salinos’: “Salmoral... procede de SAL MŬRIA ‘salmuera, agua salitrosa’ a través del abundancial *SALMURIALE”. La forma zamorana del topn., Salmorial, muy común en la toponimia menor, es fiel al origen latino. Llorente añade: “si fuera una creación romance sería *Salmueral, y no Salmoral”. Es posible, en efecto, que los topónimos salmantinos salmoral, salmorales tengan su origen en la forma salmorial, habiéndose perdido la –i-, interpretada como epentética y por lo tanto de regusto arcaizante y leonés. Topónimos del tipo Salmorial son muy comunes en Zamora.
El contenido alto en sales, que también ha producido numerosos topns. del tipo Salinar, Salineros, se corresponde con áreas de descarga donde el flujo desde el acuífero hasta la superficie se produce por recorridos ascendentes lentos y prolongados, ocasionando una fuerte mineralización. También en los bordes de las lagunas se registran acumulaciones y migraciones de sales.

## Geografía
El término municipal se encuentra dividido por el río Tormes, encontrándose la mayoría de este en la margen derecha de dicho río. La mayoría del término municipal se encuentra abrazado por el término municipal de Aldearrubia, excepto en la linde Sur, que delimita con Calvarrasa de Abajo. Limitada por dos brazos del río Tormes se encuentra la alquería denominada Aceña de la Fuente. El terreno está dedicado en su mayoría a la agricultura de regadío, siendo el cultivo principal el maíz, aunque también existen plantaciones de patatas, remolacha, trigo, y en menor medida cebada y girasol. Existen terrenos dedicados a uso forestal como pequeñas choperas salpicadas por todo el término, y a uso ganadero,  sobre todo en la ribera del tormes, donde abundan los fresnos, chopos autóctonos, sauces y alisos, siendo zonas de regadío que han sucumbido (de momento) al arado, destinándose a la producción de pastos para vacuno de carne en régimen extensivo. La mayoría del municipio es regado por el canal de Babilafuente, aunque existen pequeños sectores abastecidos por el canal de Villoria (zona Norte) y por el canal de Villagonzalo (margen izquierda del término).

## Historia

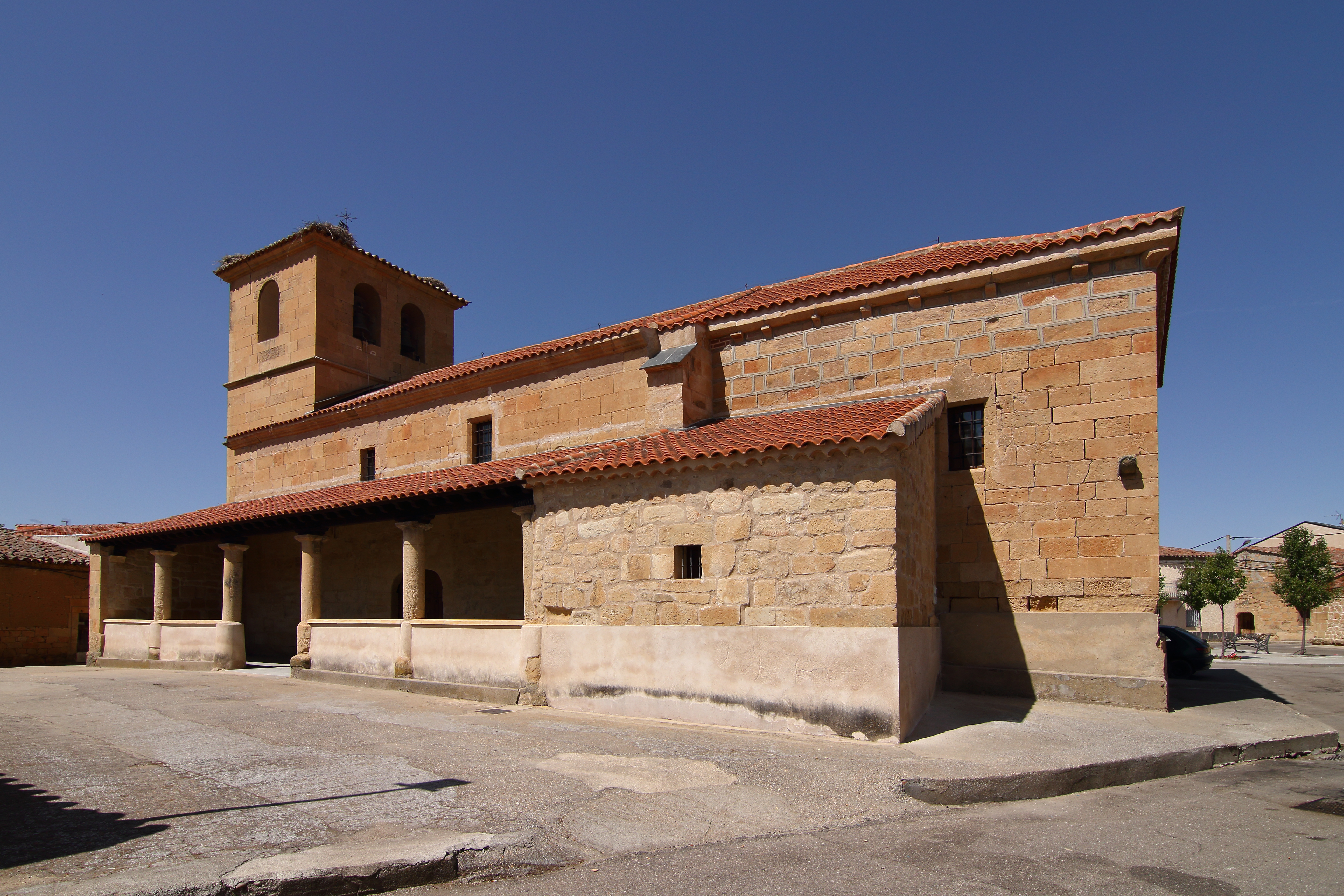
Iglesia de San Bartolomé.

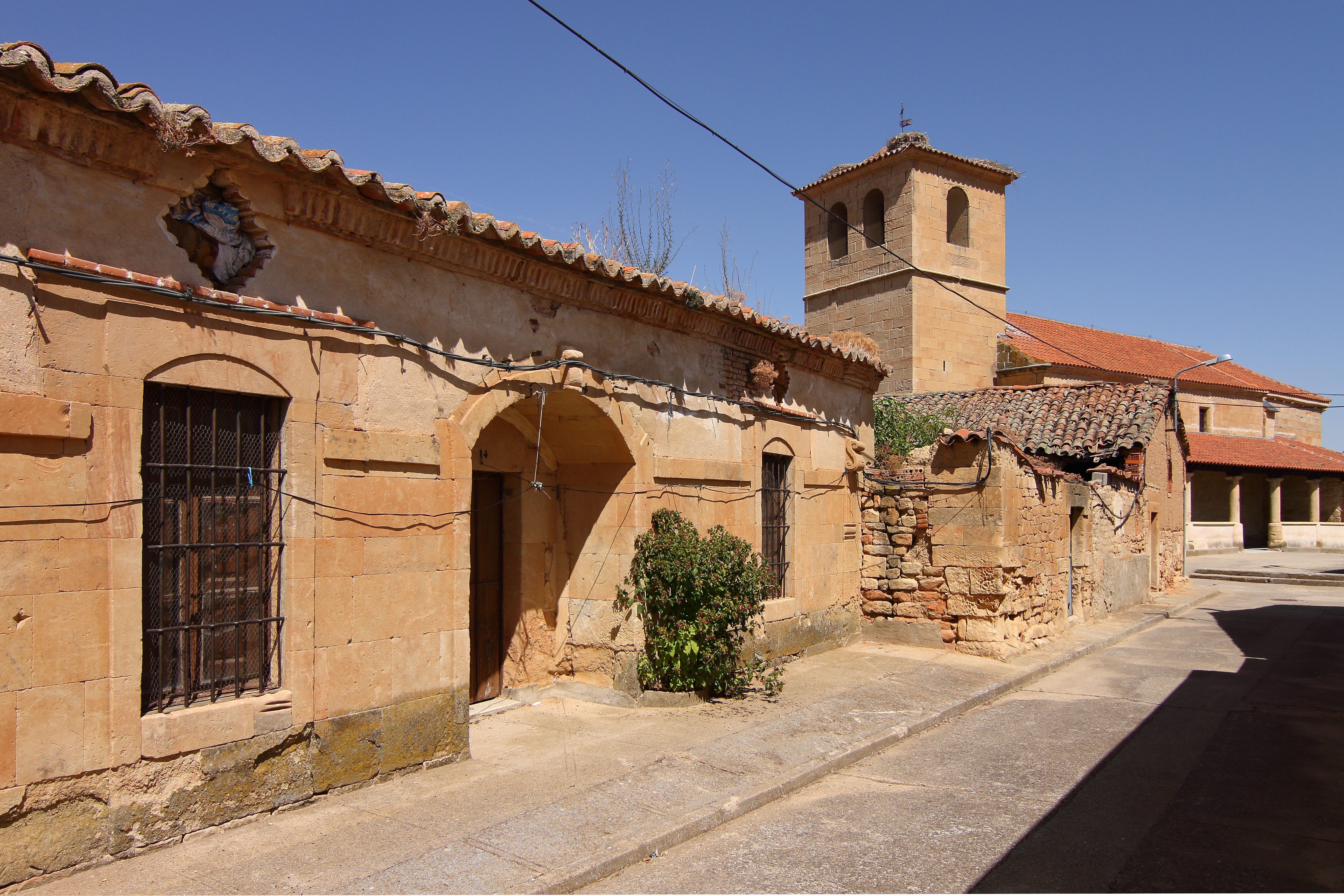
Calle Traviesa.

Aún no tenemos datos del momento de creación del pueblo de San Morales, pero todo parece indicar que fue creado en la repoblación efectuada por los reyes de León en la Edad Media, quedando integrado en el cuarto de Villoria de la jurisdicción de Salamanca, dentro del Reino de León, denominándose en el siglo XIII Salmorales. No parece probable que se construyera sobre otro asentamiento anterior, aunque no se puede descartar. Lo que sí es seguro es que la zona está habitada desde muy antiguo, al menos desde la época romana, existiendo al menos tres yacimientos romanos en avanzado estado de degradación debido a las labores agrícolas. Parece ser que se trata de zonas habitadas villae o simples casae de la época altoimperial (siglos V y VI), aunque alguno de ellos (El Cenizal), puede datar de una época anterior. Se trata de asentamientos en las fértiles vegas del río tormes.
Se constata la presencia visigoda en la zona debido al hallazgo de numerosas pizarras visigóticas en la zona de Los Bebederos (Huerta). Se trata de pizarras grabadas con números y letras que parecen representar transacciones comerciales (compra-venta de cereales o ganado), cuentas, o incluso utilizadas como material docente. 
En la actualidad existe una pesquera en la Aceña de la Fuente, cuya finalidad era desviar el agua hacia el molino y aprovechar su fuerza para la molienda de granos. En los siglos XVI y XVII existieron otros molinos como la denominada Aceña de San Bricio, cuyos restos pueden observarse sobre el río Tormes en el límite Este con el término de Aldearrubia. La Riada de San Policarpo, el 23 de febrero de 1626 hizo importantes destrozos en estas obras hidráulicas. 
Existió un núcleo de población al Norte del actual, conocido como San Pedro, aunque ya localizado en el término de Aldearrubia. Numerosas son las leyendas de que todos los habitantes de San Pedro murieron a consecuencia de una epidemia de peste, excepto dos niñas hermanas, que yendo a pedir ayuda a Aldearrubia para enterrar a los muertos y darles comida, les fue negada. Se dirigieron a San Morales, donde sus vecinos ayudaron a las niñas. 
En el 
Catastro de Ensenada, realizado en San Morales con fecha de 25 de octubre de 1752, se dice que el municipio está formado por San Morales y por San Pedro, anejo del primero y ya despoblado. Se realiza la siguiente descripción del lugar:
"Es todo el expresado término de secano, y separándose para mayor claridad el de San Morales del de San Pedro con los sitios de cada uno, los de dicho término de San Morales son:

* El que llaman San Martín, que linda con dicha población.

* El que llaman Las Herias de Nuestra Señora del Río, dista de la población un cuarto de legua.

* El que llaman La Ofita, dista de la población un cuarto de legua.

* El que llaman Los Caños, que linda con la población.

* El que llaman Las Cordoneras, dista de la población dos tiros de arcabuz.

En el expresado término de San Pedro, agregado de dicho San Morales:

* El que llaman La Fenfeñal, dista de la población medio cuarto de legua largo.

* El que llaman El Barroso, dista de la población media legua.

* El que llaman Cinco Villas, dista de la población un cuarto de legua"

Existe una única iglesia en el municipio, bajo la advocación de San Bartolomé, patrón de la villa. El mismo santo es también patrón de la cercana localidad de Huerta. La leyenda cuenta que en San Morales había dos imágenes de San Bartolomé y en Huerta dos verracos. Los sanmoraleños necesitaban un verraco para cubrir sus cerdas y hacerlas parir, y entonces cambiaron a los vecinos de Huerta un San Bartolomé por un verraco, y desde entonces el patrón mayor de ambas villas es el mismo. Existió en el término al menos una ermita, la de San Martín, en la zona que hoy es el merendero, conocida como la laguna de San Martín.
La rivalidad con la cercana villa de Aldearrubia (a un kilómetro) es secular. Del siglo XVII data el documento conocido como "La Concordia", donde se reconocen los derechos de las dos villas y se llega a un pacto amistoso para respetar los prados y tierras de uno y otro pueblo.
Gran parte del término perteneció, hasta las desamortizaciones de Madoz y Mendizábal a mediados del siglo XIX, a la casa de Alba y al convento de Santa Clara de la ciudad de Salamanca. De hecho, en toda la comarca de Las Villas, dicha casa nobiliaria nombraba corregidor de justicia. El señorío fue asignado a la casa de Alba en el siglo XVI, después de la Guerra de las Comunidades, para premiar el apoyo de la noble familia a la causa del rey Carlos I de España, siendo desposeída del señorío la familia Maldonado, que había capitaneado el movimiento comunero en Salamanca, defendiendo los derechos y los fueros frente a un rey que no hablaba español y había sido educado en Alemania.
Finalmente, con la creación de las actuales provincias en 1833, San Morales quedó encuadrado en la provincia de Salamanca, dentro de la Región Leonesa.

## Geografía humana

### Demografía
Cuenta con una población de 366 habitantes (INE 2024).

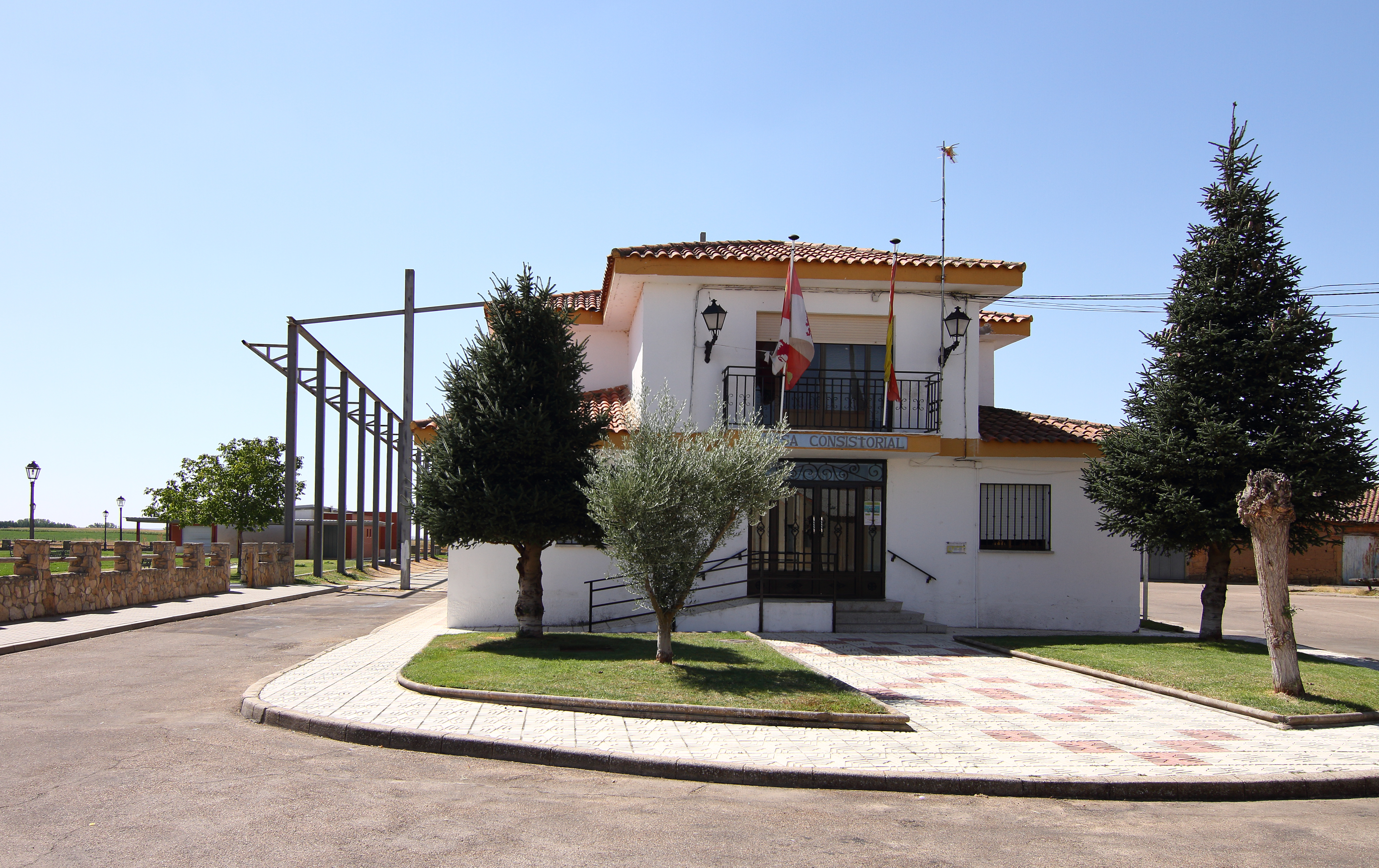
Casa consistorial.

| Gráfica de evolución demográfica de San Morales entre 1842 y 2021                                                     |
| |
| Población de derecho según los censos de población del INE. Población de hecho según los censos de población del INE. |

### Núcleos de población
El municipio se divide en dos núcleos de población, que poseían la siguiente población en 2017 según el INE.
| Núcleo de población | Población |
| ------------------- | --------- |
| San Morales         | 328       |
| Aceña de la Fuente  | 4         |

## Cultura

### Fiestas
- San Bartolomé (24 de agosto)

## Administración y política
| Partido político                         | 2019  | 2019  | 2019       | 2015  | 2015  | 2015       | 2011  | 2011  | 2011       | 2007  | 2007  | 2007       | 2003  | 2003  | 2003       |
| Partido político                         | %     | Votos | Concejales | %     | Votos | Concejales | %     | Votos | Concejales | %     | Votos | Concejales | %     | Votos | Concejales |
| Partido Popular (PP)                     | 66,67 | 148   | 5          | 59,41 | 120   | 5          | 65,79 | 125   | 5          | 52,16 | 121   | 4          | 65,92 | 118   | 4          |
| Partido Socialista Obrero Español (PSOE) | 30,18 | 67    | 2          | 34,65 | 70    | 2          | 24,74 | 47    | 2          | 11,21 | 26    | 0          | 8,94  | 16    | 0          |
| Unión del Pueblo Salmantino (UPSa)       | —     | —     | —          | —     | —     | —          | —     | —     | —          | 15,95 | 37    | 1          | 16,20 | 29    | 1          |